# 冯麟霈
冯麟霈（1840年代1849年?—20世纪?）字潤田，直隶大兴县人，清朝及中华民国官员、商界领袖。

## 生平
冯麟霈是清朝候选知州，花翎四品衔，历充度支部、工商部等部顾问。光绪三十二年（1906年）京师商务总会成立，经各行商公举，花翎四品衔候选知州冯麟霈任总理、花翎三品衔山东补用直隶州知州袁鉴为协理。
中华民国成立后，他历任财政部、农商部等部顾问，参政院参政，继续任京师商务总会总理，并任保商会副会长，1914年被全国商会联合会选举为约法会议议员，授中大夫，四等嘉禾章。1914年，京师商务总会更名为京师总商会。冯麟霈继续任会长。1916年，京师总商会举行选举，冯麟霈当选会长，金世藻当选副会长。该会文件中称，
本总会于洪宪元年二月二十日依法选举，稟请农商部特派专员莅会监视，以冯麟霈得票最多，选举为会长；金世藻得票次多，选举为副会长，亦禀奉农商部批准饬会就职任事在案。复蒙农商部颁发新刊关防，文曰：京师总商会之关防。……
1922年2月15日，王人文等人发起创办的道德社成立，社址位于西单舍饭寺17号。该社的宗旨是提倡道德、共同实践。该社于3月27日获得批准备案。该社社长王人文，职员有李庆璋、江朝宗、王芝祥、冯麟霈、陆大坊、徐鼎元、乔保衡、李金鉴，会员有112人。
此后生平不详。